# 신 전래동화
"신 전래동화"는 2018년에 개봉한 대한민국의 영화이다.

## 캐스팅
- 재희: 흥부 역
- 윤기원: 놀부 역
- 유다미: 심청 역
- 이상훈: 이방 역
- 김덕현: 김선달 역
- 안지환: 허준 역
- 박민경: 논개 역
- 안젤리나 다닐로바: 신데렐라 역
- 한다은: 춘향 역
- 문수아: 콩쥐 역
- 이윤미: 팥쥐 1 역
- 김하림: 팥쥐 2 역
- 류혜성: 해님 역
- 임세랑: 직녀 역
- 문재희: 선녀 역
- 임수현: 성냥소녀 역
- 최상배: 오방자 역
- 김형석: 한석봉 역
- 박현우: 홍길동 역
- 정우일: 김중배 비서 역
- 오헨리: 김당구 사장 역
- 이현택: 변사동 접대남 역
- 조찬희: 사복형사 1 역
- 이규진: 사복형사 2 역
- 양재희: 뺑덕 임희 기자 역
- 공동훈: 경찰 1 역
- 정수용: 경찰 2 역
- 최용진: 재벌남 1 역
- 국지용: 재벌남 2 역
- 조명연: 강용왕 역
- 박광복: 이완용 역
- 박정환: 안중근 역
- 이재환: 윤봉길 역
- 유진: 유관순 역
- 김경민: 잠수부 역
- 조아진: 장금 역
- 김진형: 순댓국 사장님 역
- 이정호: 히야시 역
- 최지웅: 일본인 1 역
- 김주한: 일본인 2 역
- 이의종: 고시생 역
- 김의혁: 용궁 종업원 1 / 인당수 손님 4 역
- 장규미: 아가씨 1 역
- 박지영: 아가씨 2 역
- 오수빈: 아가씨 3 역
- 손민지: 아가씨 4 역
- 정재진: 인당수 종업원 역
- 신상진: 인당수 손님 1 역
- 고중욱: 인당수 손님 2 역
- 박재범: 인당수 손님 3 역
- 한승표: 인당수 손님 5 역
- 안민수: 인당수 손님 6 역
- 예명수: 의사 역
- 안은비: 택시 손님 1 역
- 여창기: 택시 손님 2 역
- 성지혜: 택시 손님 3 역
- 육은희: 용궁 안내데스크 / 카페알바생 역
- 강현석: 용궁 배달원 역
- 온정준: 놀부 기사 역
- 김경룡: 김중배 회장 역 (특별출연)
- 홍석천: 본인 역 (특별출연)
- 김기두: 최맹자 역 (특별출연)
- 최홍일: 홍길동 아버지 역 (특별출연))
- 지대한: 포청천 역 (특별출연)
- 이상훈: 오성 역 (특별출연)
- 송영길: 한음 역 (특별출연)
- 이설구: 유비 역 (특별출연)
- 박재훈: 관우 역 (특별출연)
- 이승윤: 장비 역 (특별출연)
- 정미남: 제갈량 역 (특별출연)
- 김사훈: 조자룡 역 (특별출연)
- 장석현: 박문수 역 (특별출연)
- 정정아: 고조선 원장 역 (특별출연)
- LJ: 변사동 검사 역 (특별출연)
- 정은찬: 강남제비 역 (특별출연)
- 이재형: 로또손님 1 역 (특별출연)
- 정진욱: 로또손님 2 역 (특별출연)
- 한현민: 로또손님 3 역 (특별출연)
- 육진수: 히데요시 역 (특별출연)
- 이한갈: 아토 히로부미 역 (특별출연)
- 전지학: 윤고종 역 (특별출연)
- 스티브 노: 크리스 정 역 (특별출연)
- 홍석연: 심학규 역 (특별출연)
- 동현배: 설까치  역 (특별출연)

## 같이 보기
- 2018년 대한민국의 영화 목록